# Kota Baru (Pekanbaru Kota)
Kota Baru is een bestuurslaag in het regentschap Pekanbaru van de provincie Riau, Indonesië. Kota Baru telt 5199 inwoners (volkstelling 2010).